# Герб Кезского района
Герб Кезского района — один из официальных символов муниципального образования «Кезский район» Удмуртии, Россия. Впервые утверждён в 2004 году, переутверждён с изменениями в описании в 2012 году. В Государственном геральдическом регистре РФ герб не зарегистрирован.

## Описание и символика герба
Герб муниципального образования «Кезский район» представляет собой прямоугольный щит, состоящий из пяти цветов. По контуру щита проходит чёрная рамка. В центре верхней части герба на красном фоне расположен восьмиконечный солярный знак, в центре герба на светло-синем фоне — скрещённые колосья зёрен. В нижней части герба на холме жёлтого цвета обозначена река, по бокам которой, расположено по одному хвойному дереву зелёного цвета. Из за холма на светло-синем фоне нарисованы белые лучи
Верхняя часть герба с восьмиконечным солярным знаком в центре означает, что муниципальное образование «Кезский район» является неотъемлемой частью Удмуртской Республики. Восьмиконечный солярный знак — это знак–оберег, по преданию оберегает человека от несчастий. Колосьями зёрен выражена плодородность земли, трудолюбие и богатство души её тружеников. Нижняя часть схематически изображает исток реки Кама, который берёт свое начало на самой высокой точке Удмуртской Республики. Она изображена в виде холма. Лучи солнца олицетворяют географические просторы, они символизируют богатого хвойными лесами края, а также экономическое развитие района. Обозначение цветов герба муниципального образования «Кезский район»: чёрный цвет является символом земли и стабильности; красный — цветом солнца и символом жизни; белый — символом космоса и чистоты нравственных устоев; жёлтый — символом плодородия, трудолюбия; светло-синий — символ веры и надежды в светлое будущее; зелёный — символ богатства.

## История
Известна неофициальная эмблема района, изображавшаяся на значках: щит пересечён лазоревым вогнутым поясом на червлёное и золотое поля, поверх всего два пучка по три золотых колоса накрест, сопровождаемые вверху серебряным крестом с треугольными вырезами на концах.
Утверждён Решением Кезского районного Совета депутатов от 12 мая 2004 года №102; переутверждён с изменениями в описании Решением районного Совета депутатов от 28 декабря 2012 года № 92.